# David Marrero
David Marrero Santana (Las Palmas, 8 de abril de 1980) é um tenista profissional espanhol.
Em 2010, Marrero ganhou seus dois primeiros títulos de ATP de duplas, em Estoril e em Hamburgo, com seu parceiro Marc López. Seu melhor ranking é o de n.5 do mundo. Já em simples, seu melhor ranking é o de n.143 do mundo.

## ATP finals

### Duplas: 1 (1 título)
| Posição | Ano  | Campeonato | Piso     | Parceiro          | Oponentes            | Placar                |
| ------- | ---- | ---------- | -------- | ----------------- | -------------------- | --------------------- |
| Campeão | 2013 | Londres    | Duro (i) | Fernando Verdasco | Bob Bryan Mike Bryan | 7-5, 6-7(3-7), [10-7] |

## Masters 1000 finais

### Duplass: 2 (1 título, 1 vice)
| Posição | Ano  | Campeonato | Piso   | Parceiro          | Oponentes                    | Placar                     |
| ------- | ---- | ---------- | ------ | ----------------- | ---------------------------- | -------------------------- |
| Vice    | 2013 | Shanghai   | Duro   | Fernando Verdasco | Ivan Dodig Marcelo Melo      | 6–7(2-7), 7–6(8–6), [2–10] |
| Campeão | 2015 | Roma       | Saibro | Pablo Cuevas      | Marcel Granollers Marc López | 6–4, 7–5                   |

## ATP finais

### Duplass: 25 (11 títulos, 14 vices)
| Legenda                           |
| --------------------------------- |
| Grand Slam (0–0)                  |
| ATP World Tour Finals (1–0)       |
| ATP World Tour Masters 1000 (1–1) |
| ATP World Tour 500 Series (3–3)   |
| ATP World Tour 250 Series (6–10)  |

| Finais por Piso |
| --------------- |
| Duro (2–3)      |
| Saibro (9–10)   |
| Grama (0–1)     |
| Carpete (0–0)   |

| Posição | N.  | Data              | Torneio                                           | Piso     | Parceiro            | Oponentes                                   | Placar                     |
| ------- | --- | ----------------- | ------------------------------------------------- | -------- | ------------------- | ------------------------------------------- | -------------------------- |
| Campeão | 1.  | 9 maio 2010       | Estoril Open, Estoril, Portugal                   | Saibro   | Marc López          | Pablo Cuevas Marcel Granollers              | 6–7(1–7), 6–4, [10–4]      |
| Campeão | 2.  | 25 julho 2010     | International German Open, Hamburgo, Alemanha     | Saibro   | Marc López          | Jérémy Chardy Paul-Henri Mathieu            | 6–2, 2–6, [10–8]           |
| Vice    | 1.  | 1 maio 2011       | Estoril Open, Estoril, Portugal                   | Saibro   | Marc López          | Eric Butorac Jean-Julien Rojer              | 3–6, 4–6                   |
| Vice    | 2.  | 21 maio 2011      | Open de Nice Côte d’Azur, Nice, França            | Saibro   | Santiago Gonzalez   | Eric Butorac Jean-Julien Rojer              | 3–6, 4–6                   |
| Vice    | 3.  | 24 setembro 2011  | BRD Năstase Țiriac Trophy, Bucareste, Romênia     | Saibro   | Julian Knowle       | Daniele Bracciali Potito Starace            | 6–3, 4–6, [8–10]           |
| Vice    | 4.  | 23 outubro 2011   | Kremlin Cup, Moscou, Rússia                       | Duro (i) | Carlos Berlocq      | František Čermák Filip Polášek              | 3–6, 1–6                   |
| Campeão | 3.  | 25 fevereiro 2012 | Copa Claro, Buenos Aires, Argentina               | Saibro   | Fernando Verdasco   | Michal Mertiňák André Sá                    | 6–4, 6–4                   |
| Campeão | 4.  | 4 março 2012      | Abierto Mexicano TELCEL, Acapulco, México         | Saibro   | Fernando Verdasco   | Marcel Granollers Marc López                | 6–3, 6–4                   |
| Vice    | 5.  | 6 maio 2012       | Estoril Open, Estoril, Portugal                   | Saibro   | Julian Knowle       | Aisam-ul-Haq Qureshi Jean-Julien Rojer      | 5–7, 5–7                   |
| Campeão | 5.  | 14 julho 2012     | ATP de Umag, Umag, Croácia                        | Saibro   | Fernando Verdasco   | Marcel Granollers Marc López                | 6–3, 7–6(7–4)              |
| Campeão | 6.  | 22 julho 2012     | International German Open, Hamburgo, Alemanha     | Saibro   | Fernando Verdasco   | Rogério Dutra Silva Daniel Muñoz de la Nava | 6–4, 6–3                   |
| Vice    | 6.  | 28 outubro 2012   | Valencia Open 500, Valencia, Espanha              | Duro (i) | Fernando Verdasco   | Alexander Peya Bruno Soares                 | 3–6, 2–6                   |
| Campeão | 7.  | 2 março 2013      | Abierto Mexicano Telcel, Acapulco, México         | Saibro   | Łukasz Kubot        | Simone Bolelli Fabio Fognini                | 7–5, 6–2                   |
| Campeão | 8.  | 27 julho 2013     | ATP de Umag, Umag, Croácia                        | Saibro   | Martin Kližan       | Nicholas Monroe Simon Stadler               | 6–1, 5–7, [10–7]           |
| Campeão | 9.  | 22 setembro 2013  | St. Petersburg Open, St. Petersburg, Rússia       | Duro (i) | Fernando Verdasco   | Dominic Inglot Denis Istomin                | 7–6(8–6), 6–3              |
| Vice    | 7.  | 13 outubro 2013   | Shanghai Rolex Masters, Shanghai, China           | Duro     | Fernando Verdasco   | Ivan Dodig Marcelo Melo                     | 6–7(2–7), 7–6(8–6), [2–10] |
| Campeão | 10. | 11 novembro 2013  | ATP World Tour Finals, Londres, Reino Unido       | Duro (i) | Fernando Verdasco   | Bob Bryan Mike Bryan                        | 7-5, 6-7(3-7), [10-7]      |
| Vice    | 8.  | 23 fevereiro 2014 | Rio Open, Rio de Janeiro, Brasil                  | Saibro   | Marcelo Melo        | Juan Sebastián Cabal Robert Farah           | 4-6, 2-6                   |
| Vice    | 9.  | 12 abril 2014     | U.S. Men's Clay Court Championships, Houston, EUA | Saibro   | Fernando Verdasco   | Bob Bryan Mike Bryan                        | 6–4, 4–6, [9–11]           |
| Vice    | 10. | 4 maio 2014       | Portugal Open, Oeiras, Portugal                   | Saibro   | Pablo Cuevas        | Santiago González Scott Lipsky              | 3-6, 6-3, [8-10]           |
| Vice    | 11. | 3 maio 2015       | Estoril Open, Cascais, Portugal                   | Saibro   | Marc López          | Treat Huey Scott Lipsky                     | 1-6, 4-6                   |
| Campeão | 11. | 17 maio 2015      | Internazionali BNL d'Italia, Roma, Itália         | Saibro   | Pablo Cuevas        | Marcel Granollers Marc López                | 6–4, 7–5                   |
| Vice    | 12. | 27 junho 2015     | ATP de Nottingham, Nottingham, Reino Unido        | Grama    | Pablo Cuevas        | Chris Guccione André Sá                     | 2-6, 5-7                   |
| Vice    | 13. | 21 fevereiro 2016 | Rio Open, Rio de Janeiro, Brasil                  | Saibro   | Pablo Carreño Busta | Juan Sebastián Cabal Robert Farah           | 6-7, 1-6                   |
| Vice    | 14. | 27 fevereiro 2016 | Brasil Open, São Paulo, Brasil                    | Saibro   | Pablo Carreño Busta | Julio Peralta Horacio Zeballos              | 6-4, 1-6, [5-10]           |